# Himantarium mediterraneum
Himantarium mediterraneum är en mångfotingart som beskrevs av Frederik Vilhelm August Meinert 1870. Himantarium mediterraneum ingår i släktet Himantarium och familjen trädgårdsjordkrypare. Inga underarter finns listade i Catalogue of Life.